# 佐藤彩奈
佐藤 彩奈（さとう あやな、1986年4月2日 - ）は、日本の女性モデル、元レースクイーン。愛称は「あにゃにゃ」。神奈川県出身。プリッツコーポレーション所属（ジオプロモーションと業務提携）。
女性アイドルグループ『dreamy』『JASPER〜ジャスパー〜』の元メンバー。

## 略歴・人物
高校時代から地元の舞台・ミュージカルに出演。その後プリッツコーポレーションに所属しレースクイーンやモデルの仕事を始める。2013年には『ミスアクション2013』のファイナリストに選ばれたが、グランプリ受賞はならなかった。
2013年4月、高塚麻奈率いるアイドルユニット『dreamy』に加入。2014年9月の解散まで1年半活動した。
2014年11月10日のブログでレースクイーンからの卒業を発表。2015年3月、dreamyでも共働した鴻上聖奈らと5人組ガールズユニット『JASPER〜ジャスパー〜』を結成。その後はJASPERとしての活動に力を入れていた。
2016年はZFフリードリヒスハーフェンの「ZFモータースポーツアンバサダー」として、SUPER GTのステージMC等でモータースポーツの仕事に携わった。
趣味はネイルアート、DVD鑑賞、舞台観賞。特技は歌うこと。ペーパークラフト。
同じ事務所の高梨まりは高校時代の同級生で、2 - 3年時は同じクラスだった。
2017年10月28日、11月4日のブログで、芸能活動を休止中であること、すでに結婚していたこと、11月1日に出産したことを明らかにした。

## レースクイーン・イメージガール
- 2009年：アップガレージ「ドリフトエンジェルス」（初代メンバー）
- 2010年 - 2011年：HONDA「ライダースフレンド」
- 2012年：SUPER GT「GOODSMILE RACING レーシングミク☆サポーターズ」
- 2013年 - 2014年：SUPER GT「KEIHIN Blue Beauties」

## 出演

### イベント
- 東京ゲームショウ（毎年9月）
  - 2009年：コナミ
  - 2010年 - 2013年：カプコン
  - 2014年：DeNA
  - 2015年・2016年：カプコン（ステージMCとして参加）[13][14]

- CP+（毎年2月）
  - 2010年：パナソニック
  - 2011年：大日本印刷「DNPフォルトシオ」

- 東京おもちゃショー（毎年6月）
  - 2011年：バンダイ・ブーブ
  - 2013年 - 2015年：バンダイ・ガシャポンガール
- 東京モーターショー
  - 2011年 興和テムザック
  - 2013年 ジヤトコ
  - 2015年 ケーヒン

### 舞台
※出典のみられる主な出演作品を記す。
- 川崎インキュベーター公演
  - 川崎プラザホテル（2006年10月12日 - 15日・ラゾーナ川崎プラザソル）[15]
  - 80日間世界一周と3ヶ月（2009年3月11日 - 15日・ラゾーナ川崎プラザソル）[16]
- 劇団お座敷コブラ
  - 伍〜five〜（2009年12月16日 - 20日・ラゾーナ川崎プラザソル）[17]
  - RUN（2015年1月22日 - 25日・神奈川芸術劇場）[18]
- The Odd Couple Presents「Improvisation "BA"(場)Performance」（2010年7月11日・APOCシアター）[19]